# Pranke Island
Pranke Island ist eine kleine und vereiste Insel vor der Bakutis-Küste des westantarktischen Marie-Byrd-Lands. Sie liegt nahe zu Siple Island im westlichen Ausläufer der Russell Bay.
Der United States Geological Survey kartierte sie anhand eigener Vermessungen und Luftaufnahmen der United States Navy aus den Jahren von 1959 bis 1965. Das Advisory Committee on Antarctic Names benannte sie im Jahr 1966 nach James B. Pranke, Polarlichtforscher auf der Byrd-Station im Jahr 1965.